# Kiss Meets the Phantom of the Park
Kiss Meets the Phantom of the Park é um filme de televisão lançado em 1978, estrelando a banda de hard rock, Kiss. No filme os membros do Kiss tem super poderes e combatem um cientista malvado. O filme obteve quando foi exibido, a segunda maior audiência da ABC de 1978.

## Sinopse
Sua história gira volta do plano do cientista Abner Devereaux. Devereaux descobriu um meio de clonar humanos, e transformá-los em robôs, e vai usar o show do Kiss em seu parque de diversões para por seu plano em prática. Após terem sido clonados, o Kiss deverá usar seus poderes para conseguir parar o plano. No filme cada membros do Kiss possui poderes especiais diferentes: Gene Simmons tem uma super força e cospe fogo, Paul Stanley pode atirar laser do olho direito que tem a estrela, Ace Frehley pode atirar laser e se teletransportar, Peter Criss tem uma super velocidade.

## Elenco
Kiss:
- Gene Simmons - The Demon
- Paul Stanley - Starchild
- Ace Frehley - Space Ace
- Peter Criss - Cat Man

Outros:
- Anthony Zerbe - Abner Devereaux
- Carmine Caridi - Calvin Richards
- Deborah Ryan - Melissa
- John Dennis Johnston - Chopper
- John Lisbon Wood - Slime
- Lisa Jane Persky - Dirty Dee
- John Chappell - Sneed
- Terry Lester - Sam Farell
- Don Steele - ele mesmo